# Johann Cichy
Johann Cichy (* 2. Juni 1932; † 12. September 2019) war ein deutscher Fußballspieler, der von 1957 bis 1965 als Aktiver des Meidericher SV in der Oberliga West beziehungsweise Fußball-Bundesliga insgesamt 174 Ligaspiele absolviert und dabei sechs Tore erzielt hat.

## Laufbahn
„Hennes“ Cichy spielte bis zum 25. Lebensjahr bei seinem Heimatverein SpVgg Hochheide. In den Anfangsjahren im Seniorenfußball war er mit Hochheide in der Landesliga Niederrhein im Einsatz und belegte dabei gute Platzierungen, so dass die Spielvereinigung nach dem dritten Rang 1955/56 für die neu eingeführte Verbandsliga Niederrhein zur Runde 1956/57 nominiert wurde. Im Debütjahr der Verbandsliga kam Cichy mit seinen Mannschaftskameraden hinter Meister, Aufsteiger in die 2. Liga West und Deutschem Amateurmeister VfL Benrath zur Vizemeisterschaft. Jetzt nahm er aber zur Runde 1957/58 das Angebot des West-Oberligisten Meidericher SV an – der MSV zahlte angeblich 120 DM im Monat Grundgehalt, zuzüglich Siegprämie von 100 DM – und spielte zukünftig im Trikot der „Zebras“.
Sein erstes Spiel in der Oberliga absolvierte der zumeist als rechter Außenläufer aufgestellte Cichy am 22. September 1957 beim 2:0-Auswärtserfolg bei Westfalia Herne. Er bildete dabei zusammen mit Torhüter Erwin Pajonk und dem Verteidigerkollegen Kurt Küppers das Schlussdreieck der Wedau-Elf. Meiderich belegte den vierten Rang, Heinz Bohnes zeichnete sich mit 17 Toren aus und der Neuzugang aus Hochheide war in zwölf Oberligaspielen zum Einsatz gekommen. Die letzten fünf Runden der alten erstklassigen Oberliga West, 1958/59 bis 1962/63, gehörte der fleißige und zweikampfstarke Mittelfeldakteur aber dann immer dem engen Kreis der Stammspieler des MSV an. Seine fünf Tore in 152 Pflichtspielen in der Oberliga erzielte er in der Saison 1960/61. Herausragend war dabei sein Treffer am 12. März 1961 zum 2:0-Endstand beim Heimspiel gegen den VfL Bochum, als er in der 76. Minute einen Abschlag des VfL-Keepers Heinz Streckbein aus rund 45 Meter direkt ins Gehäuse der Bochumer versenkte. Durch den fünften Rang 1961/62 und insbesondere den 3. Platz 1962/63 – Cichy kam auf 24 Ligaspiele – wurde der Meidericher SV aus der Oberliga West in die zur Runde 1963/64 neu geschaffene Fußball-Bundesliga aufgenommen.
Für den 31-Jährigen begann das Abenteuer Bundesliga mit dem Starttag der neuen Leistungsklasse, den 24. August 1963, mit dem Auswärtsspiel beim vormaligen Südligisten Karlsruher SC. Vor 40.000 Zuschauern im Wildparkstadion setzte sich die Mannschaft des neuen MSV-Trainers Rudi Gutendorf überlegen mit 4:1 durch. Zusammen mit Torhüter Manfred Manglitz, dem Verteidigerpaar Werner Lotz – Johann Sabath, sowie in der Läuferreihe mit Günter Preuß und Ludwig Nolden bildete „Hennes“ Cichy dabei die Defensive der Mannschaft vom Niederrhein. Am Rundenende hatte Meiderich völlig überraschend die Vizemeisterschaft hinter dem ersten Meister der Bundesligageschichte, dem 1. FC Köln, erreicht. Der Routinier hatte 19 Spiele absolviert und ein Tor erzielt. Im zweiten Jahr Bundesliga, 1964/65, kamen für ihn lediglich noch drei weitere Berufungen hinzu und er beendete mit 33 Jahren im Sommer 1965 seine höherklassige Laufbahn und kehrte wieder zu seinem Heimatverein SpVgg Hochheide zurück.